# Le Doulieu
Le Doulieu település Franciaországban, Nord megyében. Lakosainak száma 1445 fő (2022. január 1.). Le Doulieu Bailleul, Steenwerck, Vieux-Berquin, Estaires és Neuf-Berquin községekkel határos.

## Népesség
A település népességének változása:
| Lakosok száma | 1433 | 1447 | 1484 | 1478 | 1472 | 1466 | 1462 | 1454 | 1445 |
|               | 2013 | 2015 | 2016 | 2017 | 2018 | 2019 | 2020 | 2021 | 2022 |